# Gyárfás L. Miklós
Gyárfás L. Miklós (Székelyudvarhely, 1939. szeptember 29. –) erdélyi magyar jogász, újságíró, karikaturista, humorista képzőművész.

## Életútja
Középiskolát szülővárosában (1955), jogi és közgazdasági tanulmányokat a Babeș–Bolyai Tudományegyetemen (1969) végzett. Marosvásárhelyen a Kisipari Termelőszövetkezetek Megyei Szövetségének közgazdásza. 1995-ben a marosvásárhelyi Higiena Szövetkezettől vonult nyugdíjba. Marosvásárhelyen él.
1974-től jelentek meg humoros írásai és karikatúrái írókról, tudósokról és művészekről A Hét, Utunk, Korunk, Új Élet és a napilapok hasábjain. 1978 és 1981 között Kép a keretben címmel interjúsorozatot közölt a Vörös Zászlóban többek közt Molter Károly, Bajor Andor, Oláh Tibor, Gagyi László, Szőcs István, Bálint Tibor, Bözödi György, Izsák József, Varró Ilona, Markó Béla, George Sbârceával. Szerepelt a Korunk Galériában, az Igaz Szó és a marosvásárhelyi Nemzeti Színház kiállításain, az Országos Grafikai Szalonban Kós Károlyról készített linómetszetét mutatta be (1978), résztvevője az Országos Humorszalonoknak és több nemzetközi szalonnak, legkorábban kiállított egy Nemzetközi Humorszalonon a bulgáriai Gabrovóban (1979).

## Művei
- Görbe Pantheon; Mentor, Marosvásárhely, 2013